# Pioggia sopraffusa
La pioggia sopraffusa è una precipitazione di gocce di pioggia che cadono da una nube aventi una temperatura superficiale sotto 0 °C. È spesso associata al gelicidio.

## Descrizione

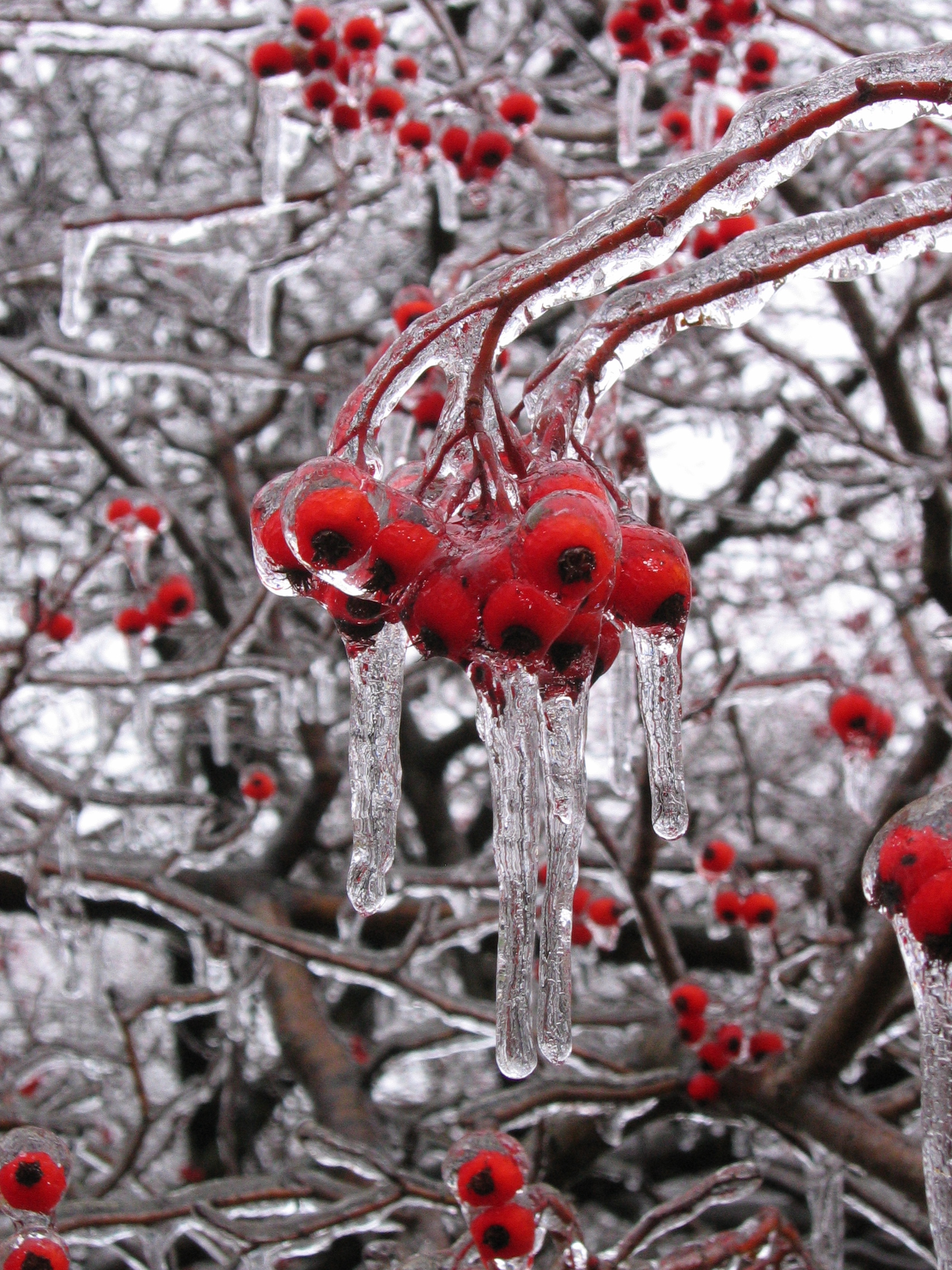
Effetti della pioggia sopraffusa su un melo ornamentale

Le gocce di pioggia sopraffusa, colpendo, col fenomeno del gelicidio, suolo, oggetti e anche aeromobili in volo, formano depositi di ghiaccio (vetrone) o anche una mescolanza di acqua allo stato liquido e ghiaccio, con una temperatura di 0 °C. La pioggia sopraffusa non è sempre distinta dalla pioggia congelantesi, della quale può considerarsi un caso particolare nel quale è implicato il fenomeno della sopraffusione.

## METAR
Il codice METAR per la pioggia sopraffusa è lo stesso della pioggia congelantesi, FZRA.